# Kiriłł Mierieckow
Kiriłł Afanasjewicz Mierieckow (ros. Кирилл Афанасьевич Мерецков, ur. 26 maja?/7 czerwca 1897 we wsi Nazariewo, zm. 30 grudnia 1968 w Moskwie) – radziecki dowódca wojskowy, marszałek Związku Radzieckiego (1944), szef Sztabu Generalnego RKKA, zastępca ministra obrony ZSRR, Generalny Inspektor Ministerstwa Obrony ZSRR, Bohater Związku Radzieckiego (1940), deputowany do Rady Najwyższej ZSRR 1., 2., 3., 4. i 5. kadencji.

## Życiorys

### Dzieciństwo i młodość
Urodził się 7 czerwca 1897 we wsi Nazariewo w guberni moskiewskiej w rodzinie chłopskiej. Do 15 roku życia wychowywał się na wsi, po czym udał się do miasta i został robotnikiem. Był ślusarzem. W 1917 wstąpił do partii komunistycznej SDPRR(b). W 1918 został komisarzem politycznym w Armii Czerwonej, służył podczas wojny domowej na wschodnim i południowym froncie. Szybko awansował na zastępcę szefa sztabu 14 Dywizji Strzelców, a potem na szefa sztabu brygady strzelców.

### Dwudziestolecie międzywojenne
W czasie wojny polsko-bolszewickiej zajmował stanowisko z-cy szefa sztabu 4 Dywizji Kawalerii, a potem 6 Dywizji Kawalerii 1 Armii Konnej Siemiona Budionnego.
W 1921 ukończył radziecką Akademię Wojskową i zajmował kolejno stanowiska: szefa sztabu 1 Tomskiej Syberyjskiej Dywizji Kawalerii, inspektora w Ludowym Komisariacie Spraw Wewnętrznych, szefa sztabu 9 Dońskiej Dywizji Piechoty, szefa oddziału mobilizacyjnego sztabu Moskiewskiego Okręgu Wojskowego, zastępcy szefa sztabu Moskiewskiego Okręgu Wojskowego i jednocześnie komisarza sztabu, dowódcy i komisarza 14 Dywizji Piechoty.
W 1931 wysłano go do Niemiec na szkolenie, gdzie przebywał przez rok, mimo braku znajomości języka niemieckiego.
Po powrocie z Niemiec ponownie pełnił funkcje wcześniejsze w Moskiewskim Okręgu Wojskowym. W kwietniu 1932 został szefem sztabu Białoruskiego Okręgu Wojskowego. W styczniu 1935 roku został skierowany do Samodzielnej Armii Dalekowschodniej na stanowisko szefa sztabu.
W 1936 wyjechał do Hiszpanii, gdzie pełnił funkcję doradcy wojskowego Szefa Sztabu Generalnego Republiki Hiszpańskiej w czasie wojny domowej. Po powrocie w czerwcu 1937 do Moskwy uniknął losu większości kombatantów i objął stanowisko zastępcy szefa Sztabu Generalnego Borysa Szaposznikowa.

### II wojna światowa
Od 1938 dowodził Nadwołżańskim, a następnie Leningradzkim Okręgiem Wojskowym i z tej racji stanął na czele wojsk, które dokonały agresji na Finlandię. Wobec całkowitej nieudolności, 7 stycznia 1940, został pozbawiony tego stanowiska i objął dowodzenie 7. Armią, walczącą na Przesmyku Karelskim, na kierunku Wyborga (Viipuri), zdobytego po ciężkich walkach w marcu 1940. Nie wpłynęło to źle na jego karierę wojskową, gdyż 21 marca 1940 uhonorowany został za działania w Finlandii tytułem Bohatera Związku Radzieckiego, 4 czerwca tego roku awansowano go do stopnia generała armii; ponadto został członkiem Głównej Rady Wojskowej i od 14 sierpnia szefem Sztabu Generalnego. Po konferencji oceniającej wyniki gier wojennych prowadzonych w styczniu 1941 pozbawiono go tego stanowiska i objął funkcję szefa Zarządu Szkolenia, zastępcy Ludowego Komisarza Obrony. Prawdopodobnie w lutym 1941 roku został aresztowany pod zarzutem szpiegostwa na rzecz Wielkiej Brytanii. Odbyło się to bez wiedzy szefa NKWD.
Po agresji Niemiec na ZSRR, 21 czerwca 1941 na mocy decyzji Politbiura miał objąć dowodzenie Frontem Północnym, aczkolwiek dano mu na krótko stanowisko dowódcy 11 Armii. Dowodził też 7., 4. i 33 Armiami. Od grudnia 1941 do lutego 1944 dowodził Frontem Wołchowskim, którego wojska m.in. w styczniu 1943 współdziałały z Frontem Leningradzkim w przerwaniu blokady Leningradu. Od lutego 1944 dowodził Frontem Karelskim. 26 października 1944 otrzymał stopień marszałka Związku Radzieckiego. Od kwietnia 1945 dowodził Nadmorską Grupą Wojsk, przekształconą w sierpniu 1945 w 1 Front Dalekowschodni, biorący udział w wojnie z Japonią w Mandżurii.

### Okres powojenny
Po wojnie dowodził kilkoma okręgami wojskowymi (Nadmorskim, Moskiewskim, Białomorskim, Północnym). W latach 1955–1964 był zastępcą ministra obrony do spraw wyższego szkolnictwa wojskowego, a następnie Generalnym Inspektorem Ministerstwa Obrony ZSRR. Deputowany do Rady Najwyższej ZSRR od 1. do 5. kadencji.
Zmarł 30 grudnia 1968 w Moskwie i został pochowany na Placu Czerwonym pod murem Kremla.
Autor wspomnień Pół wieku w mundurze, Warszawa 1971.

## Awanse
- gen. armii – 4 czerwca 1940;
- marszałek Związku Radzieckiego – 26 października 1944

## Odznaczenia
- Medal „Złota Gwiazda” Bohatera Związku Radzieckiego (21 marca 1940)
- Order Zwycięstwa (8 września 1945)
- Order Lenina – siedmiokrotnie (1937, 1940, 1944, 1945, 1947, 1957, 1967)
- Order Rewolucji Październikowej (1968)
- Order Czerwonego Sztandaru – czterokrotnie (1928, 1938, 1944, 1947)
- Order Suworowa I klasy – dwukrotnie (1943, 1944)
- Order Kutuzowa I klasy (1944)
- Medal „Za obronę Leningradu”
- Medal „Za obronę Radzieckiego Obszaru Podbiegunowego”
- Medal „Za zwycięstwo nad Niemcami w Wielkiej Wojnie Ojczyźnianej 1941–1945”
- Medal jubileuszowy „Dwudziestolecia zwycięstwa w Wielkiej Wojnie Ojczyźnianej 1941–1945”
- Medal „Za zwycięstwo nad Japonią”
- Medal jubileuszowy „XX lat Robotniczo-Chłopskiej Armii Czerwonej”
- Medal jubileuszowy „30 lat Armii Radzieckiej i Floty”
- Medal jubileuszowy „40 lat Sił Zbrojnych ZSRR”
- Medal jubileuszowy „50 lat Sił Zbrojnych ZSRR”
- Medal 250-lecia Leningradu
- Krzyż Wielki Orderu Świętego Olafa (1945, Norwegia)
- Wielka Komandorska Legia Zasługi (1946, USA)
- Order Flagi Narodowej I klasy (1948, KRLD)
- Medal „Za wyzwolenie Korei” (1948, KRLD)
- Medal „Za zwycięstwo nad Japonią” (1946, Mongolia)
- i inne